# Жиль Беншуа
Жиль Беншуа́ (фр. Binchois, Binchoys; близько 1400, можливо в Монсі (Ено) — 20 вересня 1460) — франко-фламандський композитор, представник «першої нідерландської школи».

## Життя
Беншуа народився, можливо, в Монсі. Про його життя до 1419 року відомостей не збереглося. У 1419 році він став церковним органістом у Монсі. Беншуа перебував на військовій службі при бургундському дворі, 1423 році переїхав у Лілль, щоб служити графу Суффолцькому (це зазначено у мотеті Йоганнеса Окегема на смерть Беншуа).
У 1430 році Беншуа став капеланом Бургундської придворної капели, пізніше — капели при дворі Філіппа Доброго. Жиль Беншуа був каноніком різних церков у Монсі, Касселі і Суаньє (Бельгія), де він і помер в 1460 року.

## Музика
Беншуа — один із творців світської жанру багатоголосого шансону. Його «бургундський шансон» — спадкоємець багатоголосих світських балад і віреле композиторів французької школи Ars nova. У його шансонах поєднувалися архаїчні середньовічні риси і свіжі пісенні обертів: у тенорі проходив кантус фірмус, дискант насичувався матеріалом народної пісні. Творчий доробок Беншуа включає також меси, магніфікати, мотети, багатоголосні обробки відомих католицьких антифонів, гімнів, респонсоріїв. Багато творів не збереглися.
У техніці композиції широко використовував (як і його великий сучасник Ґійом Дюфаї) фобурдон.